# Citroën SM
La Citroën SM, chiamata anche Citroën-Maserati, è un'autovettura di fascia alta prodotta dalla casa automobilistica francese Citroën dal 1970 al 1975.

## Profilo e storia

### Genesi del modello
Il progetto che in seguito avrebbe dato alla luce la SM nacque verso la fine degli anni cinquanta, ovvero pochi anni dopo il lancio e l'affermazione commerciale della celebre DS. Fu proprio in quel periodo che cominciò a maturare l'idea di una granturismo di alto lignaggio che desse lustro alla Casa francese e alla sua gamma. Infatti, se da un lato il successo dei due modelli allora in gamma la 2CV e appunto la DS era evidente, d'altro canto il pubblico aveva una percezione ritenuta troppo "popolare" del marchio stesso. Inoltre era altrettanto evidente il successo che alcuni modelli stavano incontrando in Europa e negli USA, vetture appartenenti proprio a quella fascia di mercato presa in considerazione dalla Citroën e immediatamente identificabili con quelle della Mercedes-Benz. Questa Casa tedesca era forte anche dei successi ottenuti in campo sportivo e commercialmente molto più potente della Casa del double chevron. L'idea era quindi quella di una vettura in grado di surclassare le già affermate coupé turistiche tedesche.
Fu pertanto avviato il nuovo progetto progetto S (progetto Sport), diretto dall'allora capo dell'ufficio progetti Citroën, Jean Cadiou. Da qui ebbe inizio una lunga gestazione che avrebbe coperto oltre un decennio a causa dell'incertezza sulle soluzioni definitive da adottare. Per esempio, si pensò di partire inizialmente privilegiando in particolar modo la meccanica invece che il disegno della carrozzeria e si ritenne di poter disporre di un ventaglio piuttosto ampio di motorizzazioni, dal momento che si poteva contare sul già noto 4 cilindri della DS, ovviamente rivisto e debitamente potenziato (l'unità originaria da 1.9 litri della DS non era certo un mostro di potenza), mentre erano già in fase avanzata alcuni studi su motori a 6 e a 8 cilindri che avrebbero potuto rivelarsi utili allo scopo.
Fu così che nei primi anni del decennio seguente, sulla pista prove della Citroën, cominciarono a venir provati alcuni muletti celanti alcune possibili soluzioni meccaniche e motoristiche da applicare alla futura granturismo. Per non cadere in alcune ingenuità passate che involontariamente anticiparono a suo tempo alcuni dei programmi della Citroën, si ordinò il massimo riserbo, tanto che le vetture sperimentate sulla pista erano carrozzate con i lamierati della DS, sia nella normale configurazione berlina, sia con inedite carrozzerie coupé o cabriolet. Questi test si protrassero per diversi anni, a tal punto che gli ultimi prototipi camuffati già montavano la carrozzeria delle DS con frontale a "occhi di gatto". Addirittura uno di questi prototipi montava la carrozzeria di una Panhard 24 (ricordiamo che proprio a metà degli anni sessanta la Panhard divenne di proprietà della Citroën per poi chiudere i battenti di lì a poco). Per quanto riguarda le motorizzazioni, si utilizzarono sia motori da 2 litri derivati dalla normale produzione Citroën, con potenze comprese tra 93 e 140 CV, sia inediti propulsori con distribuzione bialbero o anche unità sperimentali a 6 cilindri, sempre di produzione Citroën. Tutti questi prototipi non sarebbero finiti allo sfascio una volta esaurita la loro utilità in fase di prova, ma sarebbero stati riutilizzati dal reparto sportivo della Casa per alcune competizioni. Ma i test su pista non ebbero solo lo scopo di vagliare le prestazioni dei propulsori montati, ma anche altre soluzioni tecniche, tra cui l'abbinabilità tra detti propulsori e le famose sospensioni idropneumatiche che l'allora presidente Pierre Bercot voleva anche sulla futura granturismo. Anche altre chicche tecnologiche videro la loro sperimentazione su pista, come per esempio lo sterzo ad assistenza variabile e riallineamento automatico Diravi ("direction à rappel asservi"), progettato da Paul Mages, e che sarebbe divenuto una delle caratteristiche salienti della futura granturismo Citroën.
Il particolare impegno profuso sul fronte della meccanica non significò uno scarso impegno dal punto di vista stilistico, anzi: già nel 1955, ancor prima dell'avvio del Progetto S, Flaminio Bertoni ipotizzò una possibile interpretazione in chiave coupé della DS, in quel periodo appena lanciata, ipotesi proposta mediante uno dei suoi tanti visionari disegni. Ma almeno inizialmente, Bertoni fu destinato a un progetto più urgente, ossia il disegno della carrozzeria della futura Ami 6, cosicché per alcuni anni non si prese in considerazione lo styling della futura coupé di lusso. Fu Robert Opron, l'allievo prodigio di Bertoni, che nel 1962 fu chiamato a riprendere le matite per occuparsi del Progetto S dal punto di vista stilistico. Il suo ruolo in tale progetto divenne ancor più marcato a partire dal 1964, quando raccolse letteralmente l'eredità professionale di Bertoni, morto poco prima. Opron si avvalse dell'aiuto di due promettenti designers, vale a dire Jean Giret e Régis Gromik. Anche in questo caso, non si riuscì a trovare in breve tempo una soluzione valida: dato che si sarebbe trattato di una vettura di fascia alta, e per di più con il marchio del double chevron, si cercava una personalità del tutto particolare, meglio ancora se di rottura rispetto agli standard dell'epoca. Il disegno ideale, insomma, avrebbe dovuto essere quello di una vettura non paragonabile a nessun'altra all'epoca in circolazione, ma nello stesso tempo doveva essere inconfondibilmente Citroën. A tale scopo furono vagliate diverse possibili soluzioni, alcune proposte anche da ateliers esterni, come ad esempio la Bertone, che sottopose al vaglio dei vertici della Casa francese un disegno firmato nientemeno che da uno dei migliori allievi della carrozzeria torinese, e cioè Giorgetto Giugiaro. Ma anche in questo caso il disegno non ebbe seguito. Fu solo dopo altri numerosi disegni e ben dieci modelli realizzati in plastica che si giunse alle forme pressoché definitive.
Sul fronte dei motori, però, l'incertezza regnava ancora sovrana, finché non avvenne un fatto fondamentale, non solo per gli sviluppi del Progetto S, ma anche (e soprattutto) per la storia stessa della Citroën: nel marzo del 1968, infatti, la Casa francese acquisì il pacchetto di maggioranza della Maserati dalla famiglia Orsi. In questo modo la Citroën poteva finalmente disporre di adeguate motorizzazioni per realizzare una vettura GT ad alte prestazioni, combinando le sue sofisticate sospensioni idropneumatiche con le prestazioni di propulsori sportivi. Poco tempo dopo l'ardita operazione finanziaria della Casa del double chevron, la direzione Citroën, diede ordine alla Maserati di approntare un nuovo motore, in un tempo massimo di sei mesi, capace di un'erogazione morbida e continua che fosse in grado di esprimere una potenza superiore ai 150 CV. L'allora progettista e direttore tecnico della casa modenese, l'ingegner Giulio Alfieri, rispose piccato che per un simile compito sarebbero bastate poche settimane. Tanta sicurezza era basata sul fatto che Alfieri aveva già sviluppato il progetto di un motore V8 di 3 litri derivato da quello della "Indy". Perciò, quando il progetto fu presentato ai vertici aziendali, nessuno si aspettava una tale esuberanza ma, benché ottimale al progetto, la Citroën fu costretta a scartare il propulsore in quanto non corrispondeva, per cilindrata e potenza, ai parametri fissati dalla normativa francese per rientrare nei 16 cavalli fiscali, limite massimo oltre il quale erano previsti proibitivi aggravi d'imposta. Fu così che nel tempo record di due mesi venne approntato un motore V6 da 2.7 litri particolarmente compatto e leggero, della lunghezza di soli 31 cm per 140 kg di peso. Il progetto S divenne progetto SM (Sport Maserati).
Nei primi mesi del 1969 vennero effettuate le ultime prove in pista con telai sperimentali, nuovamente dotati di carrozzerie trasformate a due porte della "DS": a dirigere i test su pista era Jacques Né, un personaggio che spesso si incaricava personalmente di effettuare i test, fatto che lo espose a un grosso rischio quando rimase coinvolto in un incidente, per fortuna senza conseguenze, grazie anche al fatto che indossava un casco.

### Debutto
La vettura definitiva fu pronta all'inizio del 1970: nel mese di febbraio cominciarono a uscire dalle catene di montaggio i primi esemplari di preserie. Nel frattempo, approssimandosi la data della presentazione, rimase un ultimo lato oscuro: il nome. Inizialmente si pensò a sigle piuttosto banali o insignificanti, che puntualmente vennero bocciate. Ma entro i termini stabiliti si giunse finalmente alla sigla SM, dove la S indicava il codice del progetto e la M stava per Maserati, indicando così la provenienza del propulsore nascosto sotto il cofano.
Il debutto ufficiale avvenne il 10 marzo 1970 al Salone di Ginevra: la stampa specializzata accolse subito la vettura con favore, sottolineando le notevoli doti di tenuta di strada. Alcuni giornalisti, dopo aver provato la vettura su pista a 200 km/h per diverse ore, rimasero favorevolmente impressionati anche dal comfort della guida. Merito anche della sua linea affusolata, che riduceva l'attrito aerodinamico.

### Stile

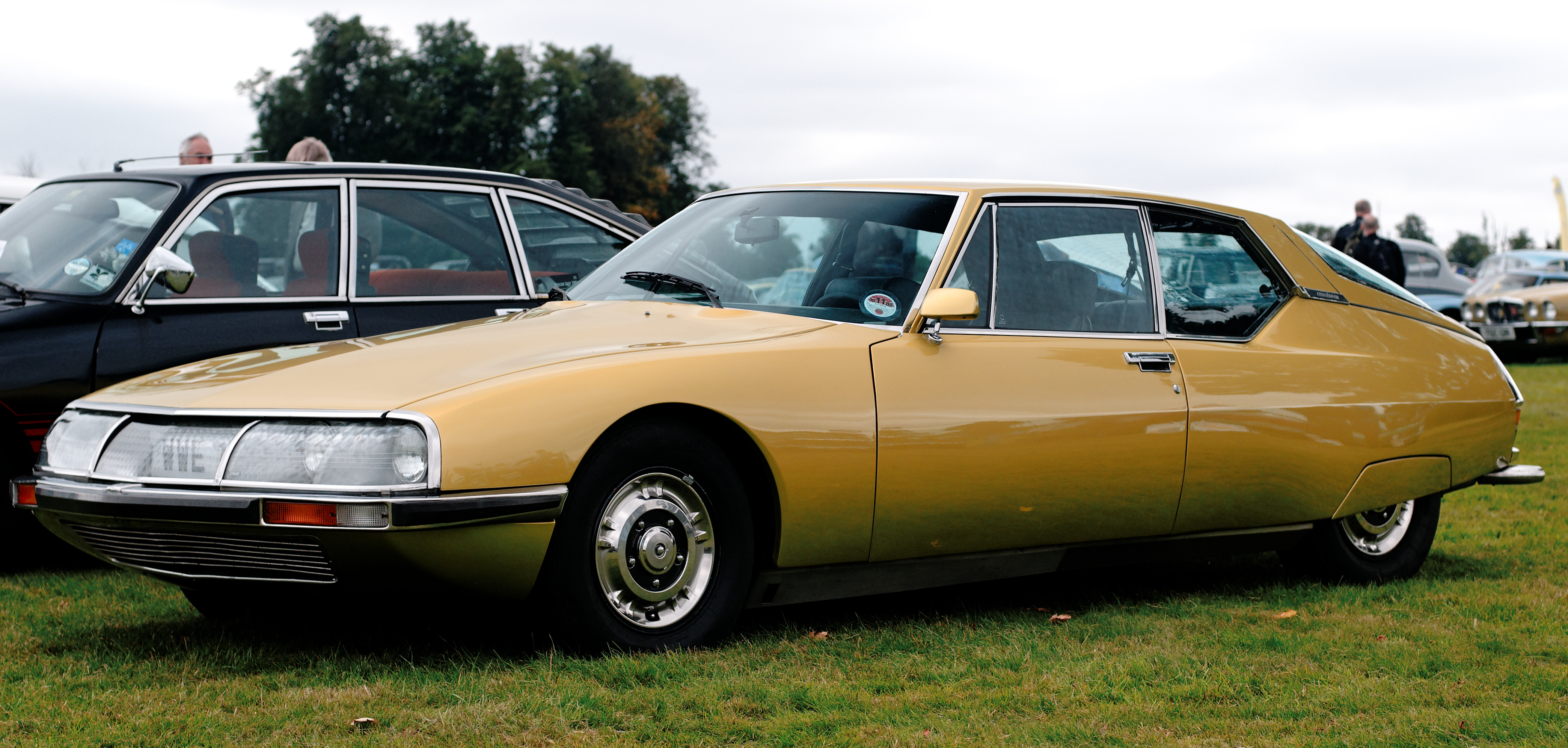
La affusolata linea di una SM

Un'auto come la SM, presentata nel 1970, destò l'attenzione del pubblico. Imponente (era lunga ben 4,89 metri) ma filante allo stesso tempo. La SM era caratterizzata frontalmente dai grandi gruppi ottici suddivisi ognuno in tre sezioni. Tali gruppi ottici erano divisi in anabbaglianti (i due esterni) e abbaglianti (i quattro centrali); di questi, i due più interni erano orientabili con lo sterzo, come sulle ultime DS. Inoltre, tutto il gruppo ottico dei sei fari era anche autolivellabile in funzione del carico dell'auto. L'intero gruppo fari-calandra era carenato in vetro per migliorare l'aerodinamica: in realtà, laddove avrebbe dovuto esserci una calandra, vi era invece l'alloggiamento della targa, mentre la presa d'aria per il motore fu sistemata sotto il paraurti. La carenatura trasparente era inoltre caratterizzata da bordi cromati. Le fiancate erano lisce e le ruote posteriori carenate, come nella buona tradizione di Opron. La coda, molto sfuggente, era caratterizzata da ampie cromature intorno ai fari posteriori, rettangolari e spigolosi. L'ampio portellone era caratterizzato da un'estesa superficie vetrata che assicurava un buon livello di visibilità. In sostanza, la SM era un'auto posta all'attenzione di tutti come simbolo di progresso tecnologico. Si aggiudicò tra l'altro l'undicesimo posto nella graduatoria delle 100 auto più affascinanti di sempre, si classificò al terzo posto nella graduatoria come Auto dell'anno nel 1972 e, infine, fu insignita di premi anche negli Stati Uniti.
A proposito del corpo vettura della SM, c'è da dire che, a differenza di molte coupé sue concorrenti dell'epoca, la SM era una coupé a quattro posti veri. Nonostante i due posti posteriori risultassero inevitabilmente più piccoli di quelli anteriori, riuscivano comunque ad assicurare un discreto margine di comodità anche per persone di una certa corporatura, purché non fossero eccessivamente robuste. Ciò fu possibile grazie alla conformazione dei sedili, decisamente imponenti, così da risultare più accoglienti per i passeggeri. Il posto guida era caratterizzato da un sapiente mix di originalità e semplicità, visibile specialmente nel disegno della consolle centrale. Semplice e lineare anche il cruscotto a tre strumenti di forma ovale, con la palpebra che gradualmente discende verso il lato destro dell'abitacolo, di fronte al passeggero anteriore.

### Motore e meccanica

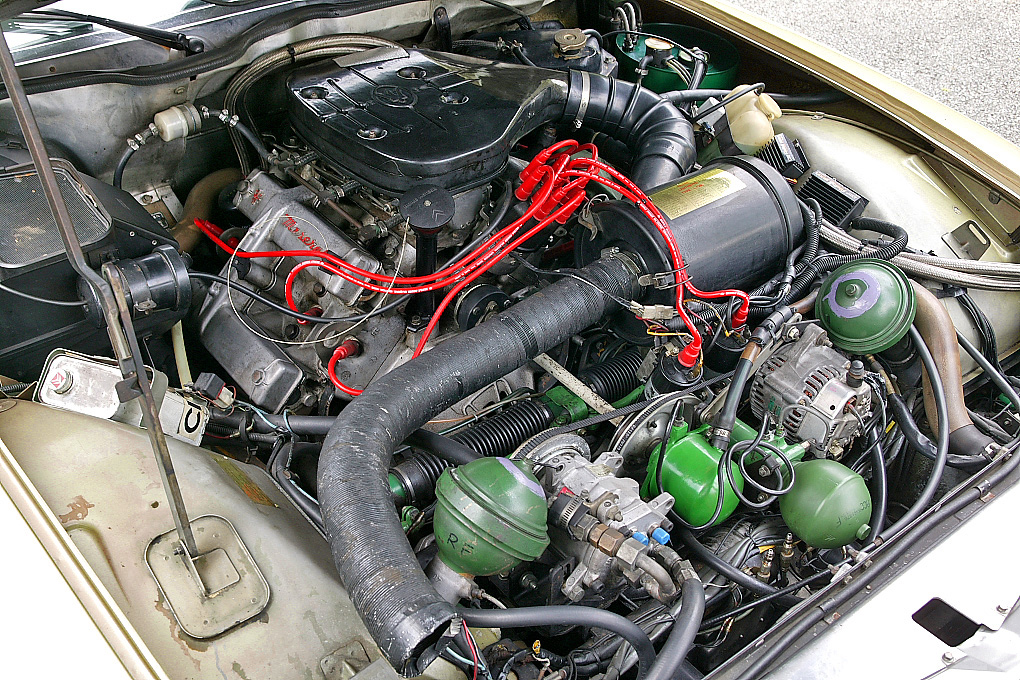
Il motore della Citroën SM di derivazione Maserati

Il motore, contraddistinto dalla sigla C114/1, era un V6 da 2670 cm³ realizzato sotto la supervisione di Giulio Alfieri e quindi di chiara origine Maserati. L'architettura di tale propulsore è resa atipica dall'angolo di 90° tra le bancate, un angolo solitamente riscontrabile nei motori V8, mentre tipico dei V6 è invece un angolo di 60°. L'architettura "V6" non era particolarmente gradita a Giulio Alfieri, in ragione della sua difficoltà di equilibratura, specialmente se resa più ardua da manovellismi studiati per un "V8", ma la scelta di tali inconsuete soluzioni era dettata dal poco tempo a disposizione. Per questo si scelse di non impiegare ulteriore tempo a progettare nuovi manovellismi e soprattutto una nuova architettura per il V6. Tali soluzioni imposte dalle incombenti scadenze furono all'origine della percettibile irregolarità nella sequenza di scoppio di questo motore, destinato a equipaggiare molti altri modelli, che diverrà una delle sue più apprezzate caratteristiche per i suoi estimatori. Tra le altre caratteristiche di questo motore va senz'altro ricordata l'alimentazione a tre carburatori doppio corpo Weber 42DCNF, e la distribuzione a doppio asse a camme in testa per bancata. Nonostante quest'ultima caratteristica, ogni testata era a due valvole per cilindro. La potenza massima raggiunta da questo propulsore era di 170 CV a 5500 giri/min. Con queste caratteristiche, unite alla particolare profilatura aerodinamica della carrozzeria, e mettendo in conto un peso a vuoto di 1.450 kg, la velocità massima raggiungeva i 220 km/h. Con la "SM" la Citroën volle dimostrare come la trazione anteriore potesse adeguatamente prestarsi anche per una granturismo di classe e prestazioni elevate. Per oltre 12 anni, fino all'avvento dell'Audi 200 typ 44 nel 1983, la "SM" mantenne il primato della più veloce automobile a trazione anteriore mai prodotta in serie.
Un'altra soluzione tecnica tipica della SM fu lo sterzo a servoassistenza variabile Diravi: tale soluzione, una vera novità all'epoca, era caratterizzata dal fatto di conferire una maggiore o minore cedevolezza dello sterzo in funzione della velocità. Se a forti andature il volante diventa più rigido, in maniera tale da non risultare troppo suscettibile alle ondulazioni del fondo stradale e alle correnti di vento laterale, a basse andature e in manovra diventa invece particolarmente agevole da azionare. inoltre a vettura ferma, dopo qualche istante, il servosterzo richiama da solo le ruote anteriori in posizione centrale, senza bisogno dell'intervento del conducente. Questa caratteristica fu ripresa pure sulla successiva Citroën CX.
Non potevano mancare sulla SM le sospensioni idropneumatiche, riprese dalla DS e che contavano anch'esse sul principio delle quattro sfere in acciaio riempite per metà di gas e per metà di liquido. Il circuito idraulico distribuiva l'afflusso del liquido in funzione del profilo del fondo stradale mantenendo la vettura sempre in posizione piana. Particolarmente potente si rivelò l'impianto frenante, considerato all'epoca il migliore della sua categoria. Tale impianto, che montava dischi su tutte e quattro le ruote, era anche caratterizzato dalla presenza di un dispositivo che impediva il bloccaggio delle ruote posteriori in frenata su fondi scivolosi. Non si trattava ancora di vero e proprio ABS, ma è sicuramente degno di attenzione l'impegno profuso dai tecnici Citroën al fine di trovare una soluzione a tale insidia.
Per quanto riguarda la trasmissione, la "SM" era ovviamente a trazione anteriore, con cambio manuale a 5 marce, ma in alternativa era possibile optare per un cambio automatico a 3 rapporti.

## Evoluzione

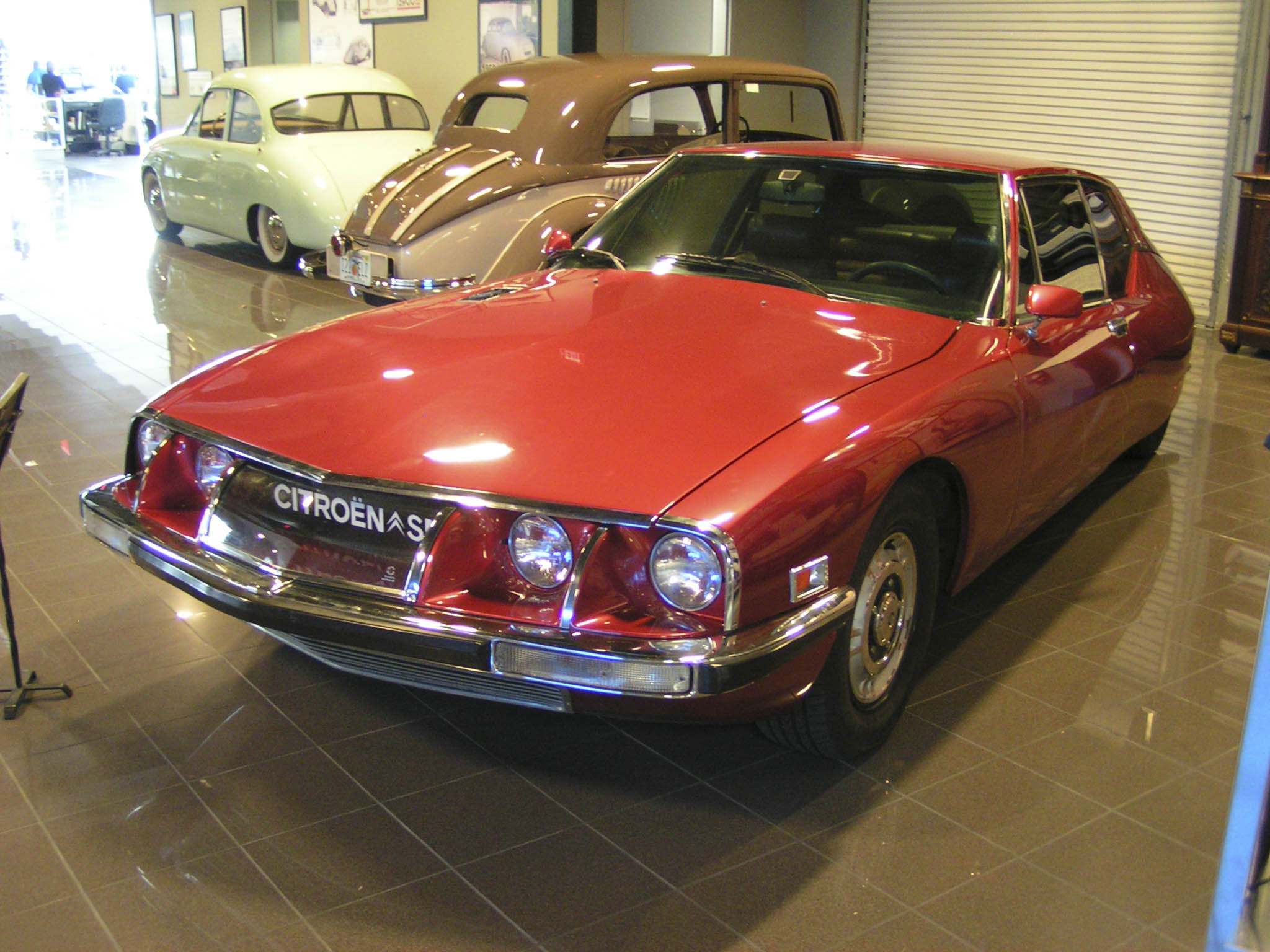
La Citroën SM nella versione per gli Stati Uniti

La commercializzazione fu quindi avviata alla chiusura della kermesse ginevrina, sull'onda del successo di pubblico e di critica riscosso in tale occasione. La produzione della SM si articolava in due fasi: le scocche venivano prodotte presso la carrozzeria Chausson di Genevillers, per poi essere portate allo stabilimento di Quai de Javel (oggi Quai André Citroën) dove venivano sottoposte a verniciatura mediante elettroforesi e successivamente equipaggiate con gli organi meccanici e i gruppi motopropulsori. La cadenza produttiva giornaliera fu di 30 esemplari al giorno. Il prezzo fissato fu di 42.000 franchi.
Le vetture vendute in Italia,dove costavano Lit.5.200.000 IGE(imposta generale sull'entrata,la tassa che sarebbe stata rimpiazzata dall'IVA a partire dal 1º gennaio 1973)  del 4% esclusa, montavano a richiesta l'autoradio Autovox CR 2031 appositamente concepita dall'azienda romana in collaborazione con Citroen Italia per i modelli Citroen GS (fino all'AM 72) e tutte le versioni delle DS. In più quella per la SM aveva il comando per l'antenna elettrica e un fader.
La "SM" ebbe un immediato gradimento dagli acquirenti, nonostante il prezzo superiore ad alcuni modelli concorrenti e le forti perplessità circa la futura manutenzione, sollevate dalla raffinatezza e dall'originalità delle soluzioni tecniche adottate. I vertici della Casa francese, fiduciosi nelle potenzialità commerciali della vettura, già nel settembre del 1970 aumentarono il prezzo a 46.000 franchi, prezzo che all'inizio dell'anno seguente salì ulteriormente fino a 50.500 franchi. Tale ritocco verso l'alto fu invece motivo di spegnimento degli entusiasmi da parte del pubblico. In ogni caso, il 1971 fu l'anno migliore per la SM con 4.988 esemplari prodotti. Dal settembre di quell'anno la SM poté essere richiesta anche con i nuovi cerchi RR in resina superleggera. Inoltre, sempre nel 1971, la commercializzazione fu estesa anche agli Stati Uniti, come peraltro già previsto in fase di progettazione. Ma un mercato come quello statunitense, fatto di massicci motori V8 piuttosto convenzionali, si rivelò poco ricettivo per una vettura fuori dagli schemi come la SM, tanto che nelle prime fasi della sua commercializzazione oltreoceano la vettura fu omologata sub judice, in attesa del responso da parte dell'ente nazionale per la sicurezza del traffico (National Highway Traffic Safety Administration) che doveva pronunciarsi sulla deroga all'altezza minima dei paraurti. Le SM previste per il mercato nordamericano differivano da quelle europee anche per il frontale a quattro fari tondi fissi (e non orientabili con lo sterzo), per i fari posteriori a plastiche arancioni e per la presenza di catadiottri ai quattro angoli della sagoma della vettura.

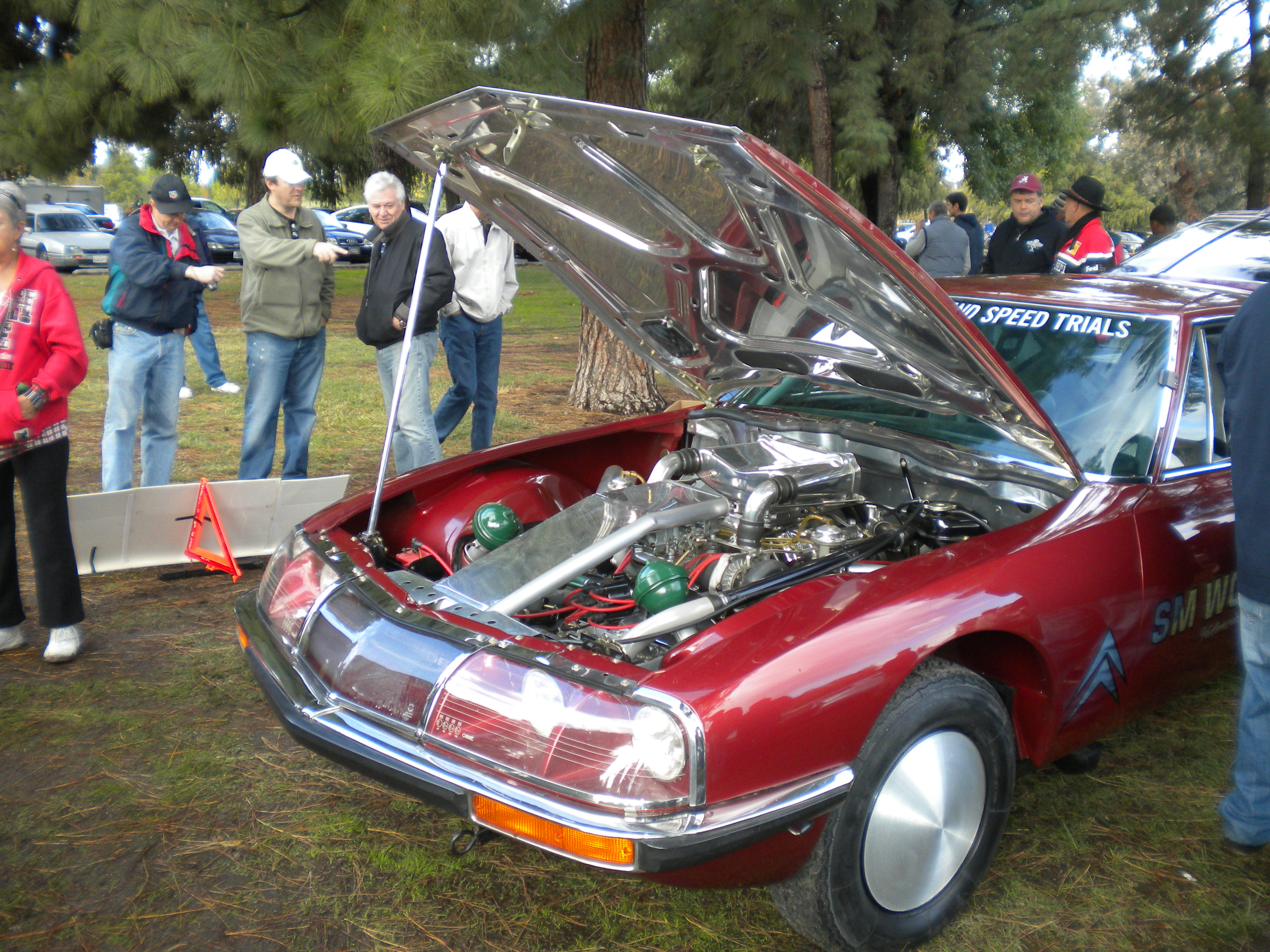
La Citroën SM Turbo (325 km/h)

Nel frattempo la produzione europea continuò a regime e si arrivò al 1972, precisamente al 10 giugno, quando la Casa francese annunciò l'arrivo della versione a iniezione elettronica, il cui lancio avvenne poco più di un mese dopo, il 17 luglio. Il nuovo sistema di alimentazione permise alla vettura (che sostituì di fatto la versione a carburatori) di ottenere un leggero aumento di potenza (da 170 a 178 CV), a fronte di un altrettanto leggero aumento di velocità massima (da 220 a 228 km/h), ma registrando consumi diminuiti.Per il mercato italiano la nuova versione prevedeva, oltre a un impianto stereo completo di serie, anche il condizionatore d'aria compreso nel prezzo, che ammontava a Lit.6.495.000 IGE del 4% compresa.
Il 1973 vide l'avvio della parabola discendente della carriera commerciale della SM: cominciarono a piovere le critiche da parte di chi trovava difficoltà con la manutenzione dei sofisticati organi meccanici della vettura. In effetti, la SM era una vettura che richiedeva un'accurata e frequente manutenzione, cosa che non tutti i proprietari eseguivano scrupolosamente. Perciò non era raro che alcuni di essi si ritrovassero con il loro esemplare inutilizzabile. Dal canto loro, i vertici tecnici della Citroën non si dimostrarono all'altezza di poter eliminare rapidamente i difetti di gioventù della granturismo francese. Lo stesso discorso, ulteriormente aggravato, valeva anche nel mercato USA, dove per giunta non esistevano neppure centri di assistenza Citroën o più semplicemente meccanici specialisti in vetture europee in grado di effettuare manutenzione e riparazioni. Come se tutto ciò non bastasse, l'ultima parte di quell'anno vide anche lo scoppio della crisi petrolifera: il vertiginoso aumento del prezzo della benzina in Europa – determinato dall'embargo petrolifero a seguito della guerra del Kippur, e che portò al periodo dell'austerity in Occidente – segnò, a partire dalla fine del 1973, un rapido calo nel mercato europeo delle automobili di alta cilindrata. Negli Stati Uniti, dove la crisi energetica aveva meno effetti, la "SM" stava comunque vivendo i suoi ultimi mesi di commercializzazione: la richiesta deroga sottoposta alla NHTSA fu definitivamente negata nel 1974. Ma nel frattempo, già alla fine del 1973, la Casa del double chevron tentò un'ultima carta e propose una versione a cambio automatico con motore di cilindrata portata a 2965 cm³. Sono in molti, ancor oggi, a chiedersi il perché di una decisione così controproducente, in un periodo in cui i costi del carburante stavano aumentando vertiginosamente, oltretutto considerando che questa versione tornò ad essere proposta con il più vorace motore a carburatori,quando la versione a iniezione elettronica aveva consumi significativamente più bassi rispetto alla concorrenza. Improvvisamente, da stella dei Saloni automobilistici, la SM divenne una presenza ingombrante: senza l'unico sfogo rimasto del mercato statunitense, il progetto "SM" venne quindi dapprima decentrato, affidando il montaggio alla Ligier per lasciare il posto all'assemblaggio della CX nello stabilimento di Quai de Javel. In seguito all'acquisizione della Citroën da parte della Peugeot, la produzione cessò definitivamente e la Maserati fu messa in liquidazione: troverà un acquirente nella De Tomaso. Quanto alla SM, essa fu prodotta complessivamente in 12.920 esemplari. La Citroën SM Turbo Bonneville, presentata per la prima volta in Europa al Retromobile di Parigi, fu preparata in esemplare unico da Jerry & Sylvia Hathaway in California per le gare di velocità pura che si svolgono a Bonneville Salt Flats, il celebre lago salato. Nel 1980 raggiunse le 206.446 mph (332.242 Km/h) e fu un record per un veicolo a trazione anteriore.

## Riepilogo caratteristiche
Di seguito vengono riepilogate le caratteristiche delle tre principali versioni previste per la gamma della SM:
| Modello            | Sigla progetto | Motore  | Cilindrata cm³ | Alimentazione                             | Potenza CV/rpm | Coppia Nm/rpm | Cambio/ N°rapporti | Massa a vuoto (kg) | Velocità max | Acceler. 0–100 km/h | Anni di produzione | Prezzo al debutto (FF) | Esemplari prodotti |
| SM 2.7             | type SB        | C114-1  | 2670           | Tre carburatori doppio corpo Weber 42DCNF | 170/5500       | 231/4000      | M/5                | 1.450              | 220          | 9”5                 | 1970-72            | 42.000                 | 7.133              |
| SM 2.7 Automatique | type SB        | C114-1  | 2670           | Tre carburatori doppio corpo Weber 42DCNF | 170/5500       | 231/4000      | A/3                | 1.480              | 205          | 11”0                | 1972               | USA solo               | 675                |
| SM 2.7 Injection   | type SC        | C114-3  | 2670           | Iniezione elettronica Bosch D-Jetronic    | 178/5500       | 232/4000      | M/5                | 1.490              | 228          | 8”9                 | 1972-75            | 58.200                 | 3.500              |
| SM 3.0             | type SD        | C114-11 | 2965           | Tre carburatori doppio corpo Weber 42DCNF | 180/5750       | 245/4000      | M/5                | 1.450              | 225          | 9”1                 | 1973               | USA solo               | 600                |
| SM 3.0 Automatique | type SD        | C114-11 | 2965           | Tre carburatori doppio corpo Weber 42DCNF | 180/5750       | 245/4000      | A/3                | 1.480              | 205          | 10”7                | 1973-75            | 62.000                 | 1.012              |

## Le fuoriserie

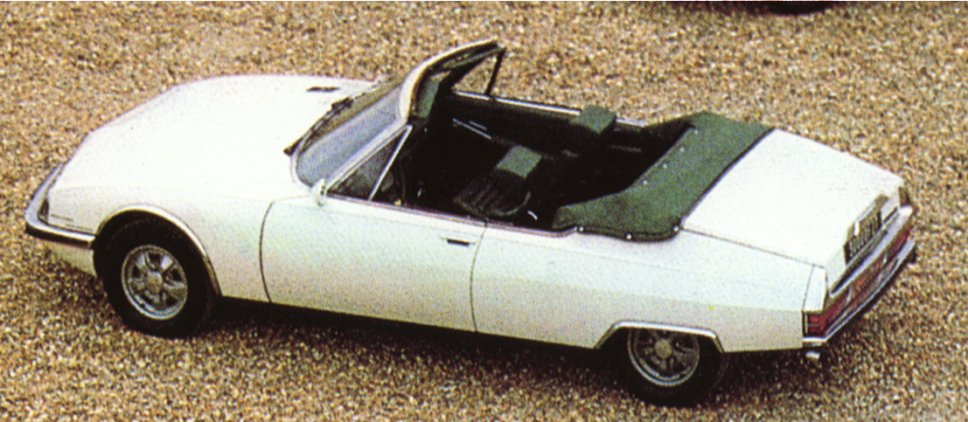
Una SM Mylord

Poche furono le "SM" fuoriserie realizzate, sia per la tradizionale riluttanza della Citroën nel fornire autotelai ai vari carrozzieri, sia perché la particolare riuscita delle linee studiate da Opron rendevano assai ardua la possibilità di migliorarle.
Per primi si cimentarono nell'impresa i carrozzieri francesi Chapron e Heuliez. Il primo costruì nove esemplari della trasformazione berlina "Opéra" e sei esemplari della cabriolet "Mylord". Heuliez, invece, realizzò due soli esemplari della versione targa "Espace".
Dalle officine Citroën uscirono anche cinque "SM" equipaggiate per i servizi autostradali della polizia francese, una "SM" modificata per corse da rally e due esemplari di rappresentanza destinati all'Eliseo, detti "presidenziali", in versione cabriolet a passo lungo.
Tutte le fuoriserie francesi furono interpretazioni che modificavano la tipologia funzionale della vettura, lasciando però inalterata l'impostazione stilistica di Opron.
Le uniche due "SM" fuoriserie con carrozzeria completamente originale furono realizzate in Italia. La prima dall'architetto Mario Bellini che, nel 1971, su autotelaio "SM" fece costruire la "Kar-a-sutra", una concept car monovolume che, nel decennio successivo, ispirò il modello Renault Espace. La seconda venne approntata, nel 1972, da Pietro Frua che riuscì a nascondere l'imponente meccanica della "SM" sotto la carrozzeria di una sportiva gran turismo all'italiana.

## Cronologia produttiva

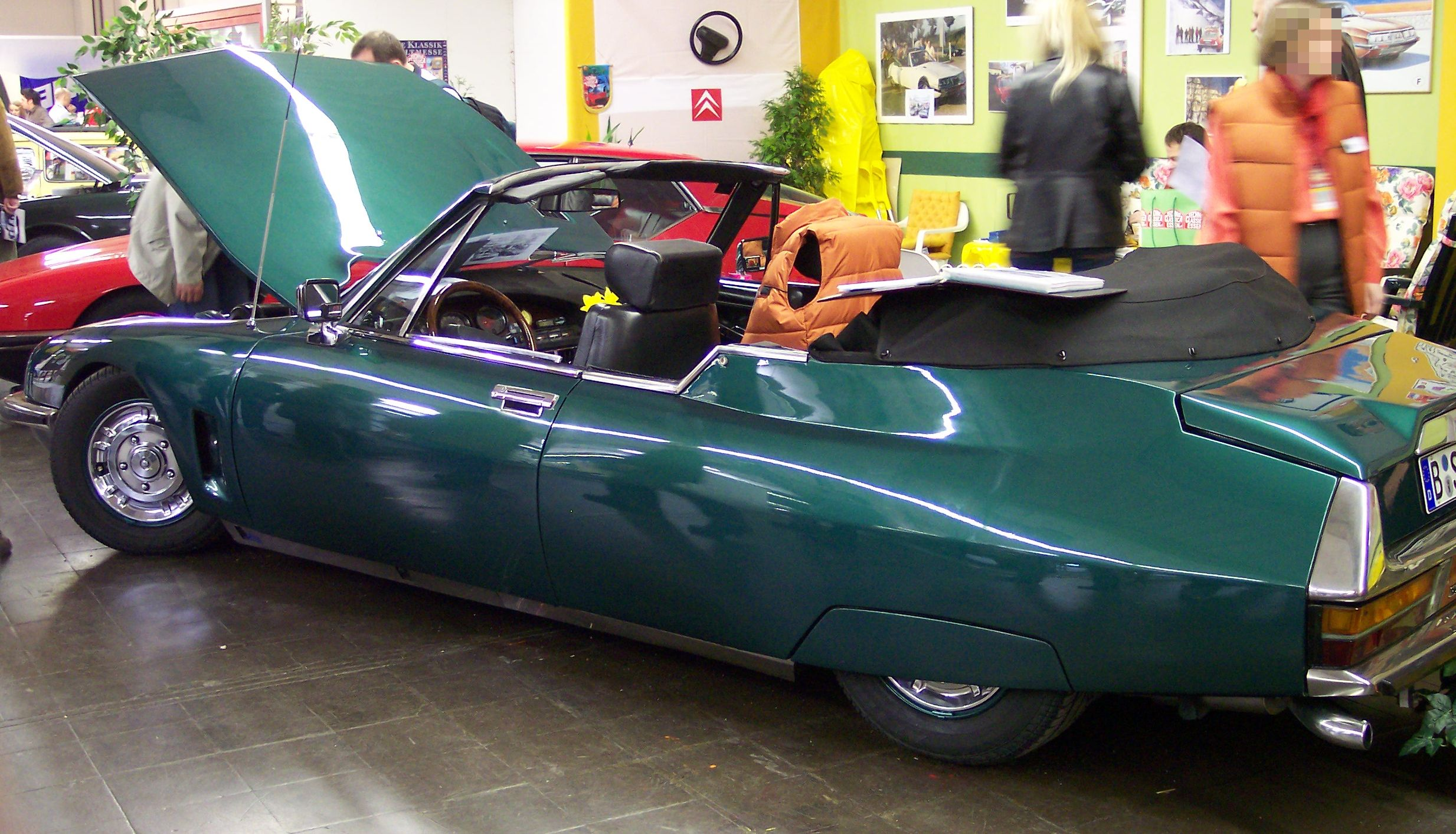
La Citroën SM Chapron Mylord del 1971

| Anni                                     | Note                                     | Esemplari |
| ---------------------------------------- | ---------------------------------------- | --------- |
| 1970                                     | inizio produzione a settembre            | 868       |
| 1971                                     |                                          | 5.032     |
| 1972                                     | da luglio anche modello "iniezione"      | 3.992     |
| 1973                                     | da luglio anche modello "automatico"     | 2.619     |
| 1974                                     | 21 vetture montate dalla Ligier          | 294       |
| 1975                                     | 115 vetture montate dalla Ligier         | 115       |
| Totale Compresi gli esemplari fuoriserie | Totale Compresi gli esemplari fuoriserie | 12.920    |

## Principali mercati della "SM"
Oltre che in patria, la "SM" ebbe positivi riscontri anche in Italia, in Germania e negli Stati Uniti, mercato per il quale venne approntata una speciale versione con quattro fari, allo scopo di adeguarsi alle normative vigenti.
| Paesi         | Esemplari |
| Francia       | 5.509     |
| Italia        | 2.070     |
| Stati Uniti   | 2.037     |
| Germania      | 971       |
| Canada        | 396       |
| Benelux       | 338       |
| Gran Bretagna | 327       |
| Svizzera      | 220       |

## Attività sportiva

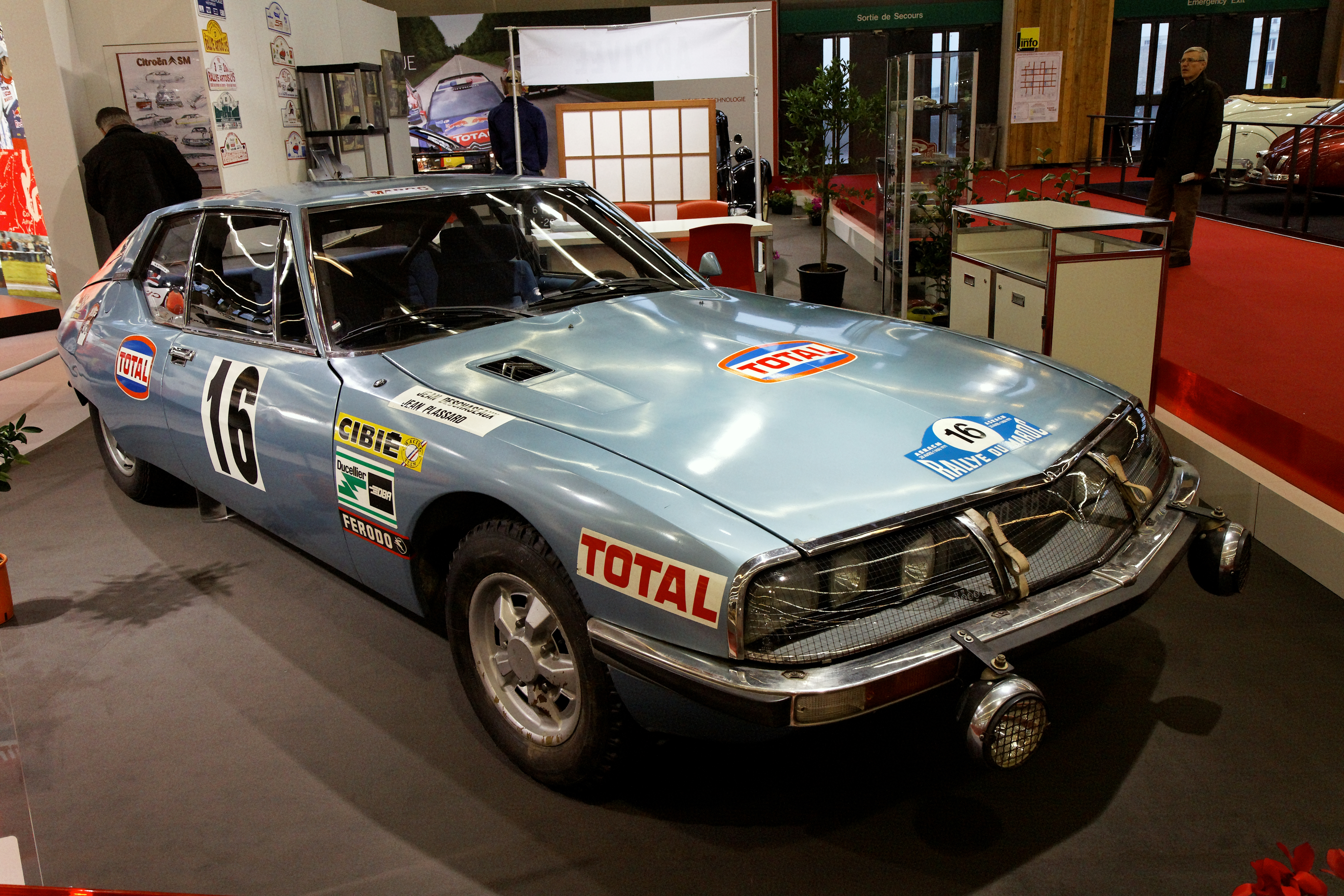
La SM vincitrice nel 1971 al Rallye del Marocco

La SM fu impiegata anche nei rally: l'intenzione dei vertici della Casa, ma soprattutto dei responsabili del reparto sportivo Citroën, fu quella di utilizzarla come sostituta della DS21. In realtà, la granturismo francese non ebbe una gran carriera sportiva, poiché il peso elevato (15 quintali a vuoto) e le dimensioni ingombranti la rendevano poco agile nei percorsi tortuosi e le strade strette dei tracciati europei. Ciò è anche dimostrato dall'unico piazzamento di rilievo ottenuto da una SM in un rally europeo: al Rally di Portogallo la SM pilotata dall'equipaggio svedese Waldegaard-Thorszelius ottenne sì un terzo posto assoluto, ma si trattava di un esemplare il cui passo fu accorciato di ben 30 cm proprio per rendere la vettura più agile. La sua attività sportiva trovò invece maggiori riscontri nei rally africani, dove i percorsi erano più lineari e le strade più larghe. Per esempio, già al suo esordio, avuto al Rally del Marocco del 1971, una SM si aggiudicò la vittoria. A pilotarla non furono neppure professionisti delle corse, ma Deschazeaux/Plassard, piloti non professionisti e agricoltori residenti in zona. Altre gare in cui la SM si mise in mostra furono i rally del Bandama in Costa d'Avorio e l'East African Safari, in Kenya.